# شهرستان زووچوان
شهرستان زووچوان (به لاتین: Zuoquan County) یک شهرستان‌های جمهوری خلق چین در چین است که در جینجونگ واقع شده‌است.